# Halliwell Hobbes
Halliwell Hobbes, (ur. 16 listopada 1877 w Stratford-upon-Avon, zm. 20 lutego 1962 w Santa Monica) – angielski aktor.
Swój sceniczny debiut odniósł w grupie Sir Franka Bensona w 1898 grając w repertuarze Shakespeare'a obok takich aktorów jak Ellen Terry czy Mrs Patrick Campbell. W Ameryce rozpoczął pracę jako aktor i reżyser w 1906. W 1929 przeniósł się do Hollywood, gdzie grał przeważnie role duchownych, lokajów, lekarzy, lordów i dyplomatów. Od lat 40. mniej grał w filmach, chociaż do 1949 zagrał w ponad 100. Wrócił na Broadway i grał np. Capuleta w Romeo i Julia. Na scenie pozostał do 1955. Od 1950 zaczął występować w telewizji.
Zmarł na atak serca. Został pochowany na Chapel of the Pines Crematory w Los Angeles.

## Filmografia
- 1931: Grzech Madelon Claudet jako Roget
- 1931: Doktor Jekyll i pan Hyde jako gen. bryg. Danvers Carew
- 1933: Studium w szkarłacie jako Malcolm Dearing
- 1933: Arystokracja podziemi jako lokaj John
- 1935: Kapitan Blood jako Lord Sunderland (niewymieniony w czołówce)
- 1936: Rose Marie jako pan Gordon
- 1936: Pasteur jako doktor Joseph Lister
- 1936: Córka Draculi jako sierżant Hawkins
- 1937: Książę i żebrak jako Thomas Cranmer
- 1937: Fit for a King jako hrabia Strunsky
- 1938: Cieszmy się życiem jako DePinna
- 1938: Decydująca noc jako duchowny (niewymieniony w czołówce)
- 1940: Pożegnalny walc jako wikary (niewymieniony w czołówce)
- 1941: Lady Hamilton jako Pater Nelson
- 1941: Sunny jako Johnson (niewymieniony w czołówce)
- 1941: Awantura w zaświatach jako Sisk
- 1942: Być albo nie być jako generał Armstrong, oficer brytyjskiego wywiadu
- 1943: Sherlock Holmes. W obliczu śmierci jako Alfred Brunton
- 1944: Gasnący płomień jako Pan Muffin
- 1944: Pan Skeffington jako Soames (niewymieniony w czołówce)
- 1944: Zemsta niewidzialnego człowieka jako Cleghorn